# オリゴキシログルカン β-グリコシダーゼ
オリゴキシログルカン β-グリコシダーゼ(Oligoxyloglucan beta-glycosidase, EC 3.2.1.120)は、系統名をオリゴキシログルカン キシログルコヒドロラーゼ(oligoxyloglucan xyloglucohydrolase)という酵素である。以下の化学反応を触媒する。
オリゴキシログルカン中の(1->4)-β-D-グルコシド結合を加水分解し、非還元末端から連続したイソプリメベロース（α-キシロ-(1->6)-β-D-グルコシル）残基を除去する。